# Winter comes around again
「winter comes around again」（ウィンター・カムズ・アラウンド・アゲイン）は、globeの非売品シングル。

## 解説
「BRAND NEW globe 4 SINGLES」と題し、1998年に4枚連続でリリースされたシングル「wanna Be A Dreammaker」「Sa Yo Na Ra」「sweet heart」「Perfume of love」の購入特典として、各CDに封入されていた全ての応募券を送ると、応募者全員にプレゼントされた。
当初は「globe プレミアムSINGLE CD（非売品）」とされ、送付されるまで楽曲名は伏せられていた。
曲中には代表曲である「DEPARTURES」「Can't Stop Fallin' in Love」のフレーズが登場する。
後にベスト・アルバム『8 Years 〜Many Classic Moments〜』に「TK Mix」として収録された。シングルバージョンは長らくアルバム未収録であったが、2022年に発売されたCD-BOX『10000 DAYS』にて初めて収録された。また、配信限定アルバム『TETSUYA KOMURO ARCHIVES EX』の一曲として音楽配信も行われている。
ちなみに、このCDの盤面は赤く特殊加工されている。

## 収録曲
| #         | タイトル                      | 作詞           | 作曲      | 編曲      | 時間 |
| --------- | ----------------------------- | -------------- | --------- | --------- | ---- |
| 1.        | 「winter comes around again」 | 小室哲哉・MARC | 小室哲哉  | 小室哲哉  | 7:36 |
| 合計時間: | 合計時間:                     | 合計時間:      | 合計時間: | 合計時間: | 7:36 |

クレジット
- Mixed : Dave Ford